# West Midlands (regió)
|  | No s'ha de confondre amb West Midlands (comtat). |

West Midlands (Midlans occidentals) és una de les nou àrees administratives d'Anglaterra. Té la segona ciutat més poblada de la Gran Bretanya, Birmingham, i les importants ciutats de Wolverhampton, Dudley i West Bromwich.
La regió és geogràficament diversa, amb les zones urbanes centrals i els comtats rurals de l'oest com Shropshire i Herefordshire que fan frontera amb el País de Gal·les. West Midlands i Gran Londres són les dues úniques regions que no tenen sortida al mar.